# Даніелзінью
Даніелзінью (порт. Danielzinho, нар. 11 січня 1996, Ріо-де-Жанейро) — бразильський футболіст, півзахисник клубу «Флуміненсе».
Виступав, зокрема, за клуби «Флуміненсе» та «Баїя».

## Ігрова кар'єра
Народився 11 січня 1996 року в місті Ріо-де-Жанейро. Вихованець футбольної школи клубу «Флуміненсе». Дорослу футбольну кар'єру розпочав 2016 року в основній команді того ж клубу. 
Згодом з 2016 по 2018 рік грав у складі команд «Оесте», «Флуміненсе» та «Ботафогу Сан-Паулу».
Своєю грою за останню команду знову привернув увагу представників тренерського штабу клубу «Флуміненсе», до складу якого повернувся 2018 року. Цього разу відіграв за команду з Ріо-де-Жанейро наступний сезон своєї ігрової кар'єри. Більшість часу, проведеного у складі «Флуміненсе», був основним гравцем команди.
У 2020 році уклав контракт з клубом «Баїя», у складі якого провів наступні три роки своєї кар'єри гравця. Граючи у складі «Баїї» також здебільшого виходив на поле в основному складі команди.
До складу клубу «Флуміненсе» знову повернувся 2023 року.